# Soumpi
Soumpi est une commune du Mali, dans le cercle de Niafunké et la région de Tombouctou, dont le chef-lieu est Niafunké.

## Géographie
La commune se situe sur les bords du lac Kabara.